# Nenad Peruničić
Nenad Peruničić, né le 1er mai 1971 à Pljevlja en Yougoslavie, aujourd'hui au Monténégro, est un ancien joueur de handball monténégrin évoluant au poste d'arrière gauche. En septembre 2002, il a obtenu la nationalité allemande mais n'a jamais été sélectionné en équipe nationale d'Allemagne.
En septembre 2018, il est nommé sélectionneur de l'équipe nationale de Serbie.

## Palmarès

### Clubs
Compétitions internationales
- Vainqueur de la Ligue des champions (2) : 1995 (avec CD Bidasoa Irún) et 2002 (avec SC Magdebourg)
  - Finaliste en 1996 (avec CD Bidasoa Irún) et 2000 (avec THW Kiel)
- Vainqueur de la Coupe de l'EHF (1) : 1998 (avec THW Kiel)
- Vainqueur de la Coupe des coupes (1) : 1997 (avec CD Bidasoa Irún)
- Vainqueur de la Supercoupe d'Europe (2) : 2001, 2002 (avec SC Magdebourg)

Compétitions nationales
- Vainqueur du Champion d'Espagne (1) : 1995
- Vainqueur de la Coupe d'Espagne (1) : 1996 et 2007
- Vainqueur de la Supercoupe d'Espagne (1) : 1996
- Vainqueur du Champion d'Allemagne (3) : 1998, 1999, 2000
  - Vice-Champion d'Allemagne en 2002
- Vainqueur de la Coupe d'Allemagne (3) : 1998, 1999, 2000
- Vainqueur de la Coupe de Hongrie (1) : 2006
- Vainqueur du Championnat du Monténégro (1) : 2009

### Sélection nationale
- Médaille d'argent aux Goodwill Games de 1990
- Médaille d'or aux Jeux méditerranéens de 1991
- Médaille de bronze au Championnat d'Europe 1996
- Médaille de bronze du Championnat du monde 1999 en Égypte
- 4e place aux Jeux olympiques de 2000 à Sydney

### Distinctions individuelles
- Meilleur buteur de la Ligue des champions en 1995 (82 buts) et 2002 (122 buts)
- Élu meilleur joueur étranger du championnat d'Espagne en 1995
- Élu meilleur joueur étranger du championnat d'Allemagne en 2001, 2002 et 2003